# Beatriz Valdés
Beatriz Valdés Fidalgo (sinh ngày 12 tháng 5 năm 1963 tại Havana) là một nữ diễn viên người Cuba - Venezuela.
Cô sinh ra ở Cuba, nơi cô học kịch và làm diễn viên trước khi đến Venezuela với tư cách là khách mời tại Diễn đàn Điện ảnh Interamerican năm 1989. Cô sinh đứa con đầu lòng ở đó vào năm 1991. 
-

## Đóng phim

### Vở kịch
- Santa Diabla (2013)
- Válgame Dios (2012)
- La tees perfecta (2010)
- La vida entera (2008)
- Arroz con leche (2008)
- Ciudad bendita (2006
- El amor las vuelve locas (2005)
- Cosita rica (2003)
- Las González (2002)
- Guerra de teeses (2001)
- Amantes de Luna Llena (2000)
- Luisa Fernanda (1999)
- Reina de corazones (1998)
- Cambio de piel (1998)
- Volver a vivir (1996)
- El paseo de la gracia de Dios (1993)
- Piel (1992)
- Algo más que soñar (1984)

### Phim
- Azul y no tan rosa (2013)
- Perfecto amor Equivocado (2004)
- Amor en concreto (2003)
- Manuela Sáenz (2000)
- 100 años de perdón (1998)
- La voz del corazón (1997)
- La bella del Alhambra (1989)
- Hoy como ayer (1987)
- CapTHER (1987)
- Como la vida misma (1987)
- Lejanía (1985)
- Los pájaros tirándole a la escopeta (1982)
- Una nueva criatura (1970)